# ベネリ

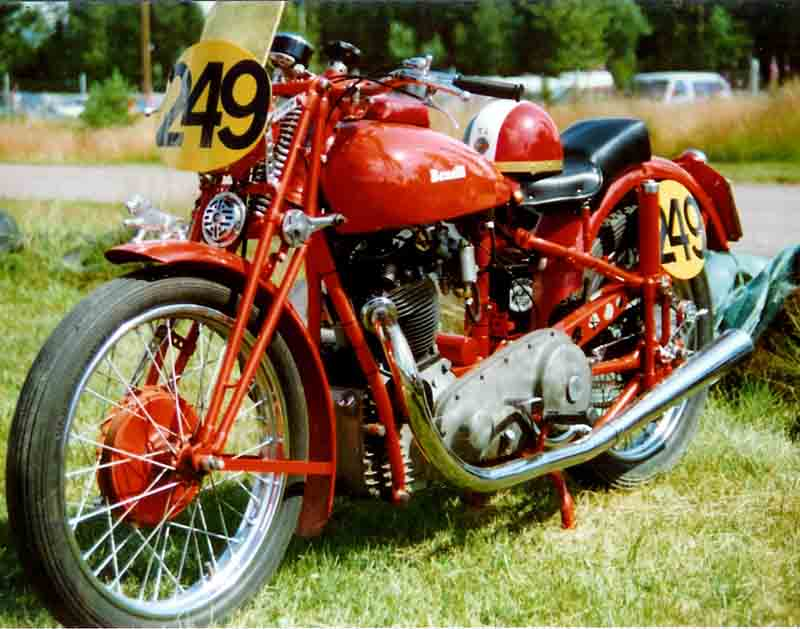
ベネリ Monalbero Sport 500cc（1935年）

ベネリ（Benelli）はイタリアのオートバイメーカーである。現在は中国の浙江吉利控股集団傘下の銭江グループの傘下にある。かつてはショットガン等の銃器の製造も行っていたが、現在は銃器製造部門は別会社となっている。

## 設立初期

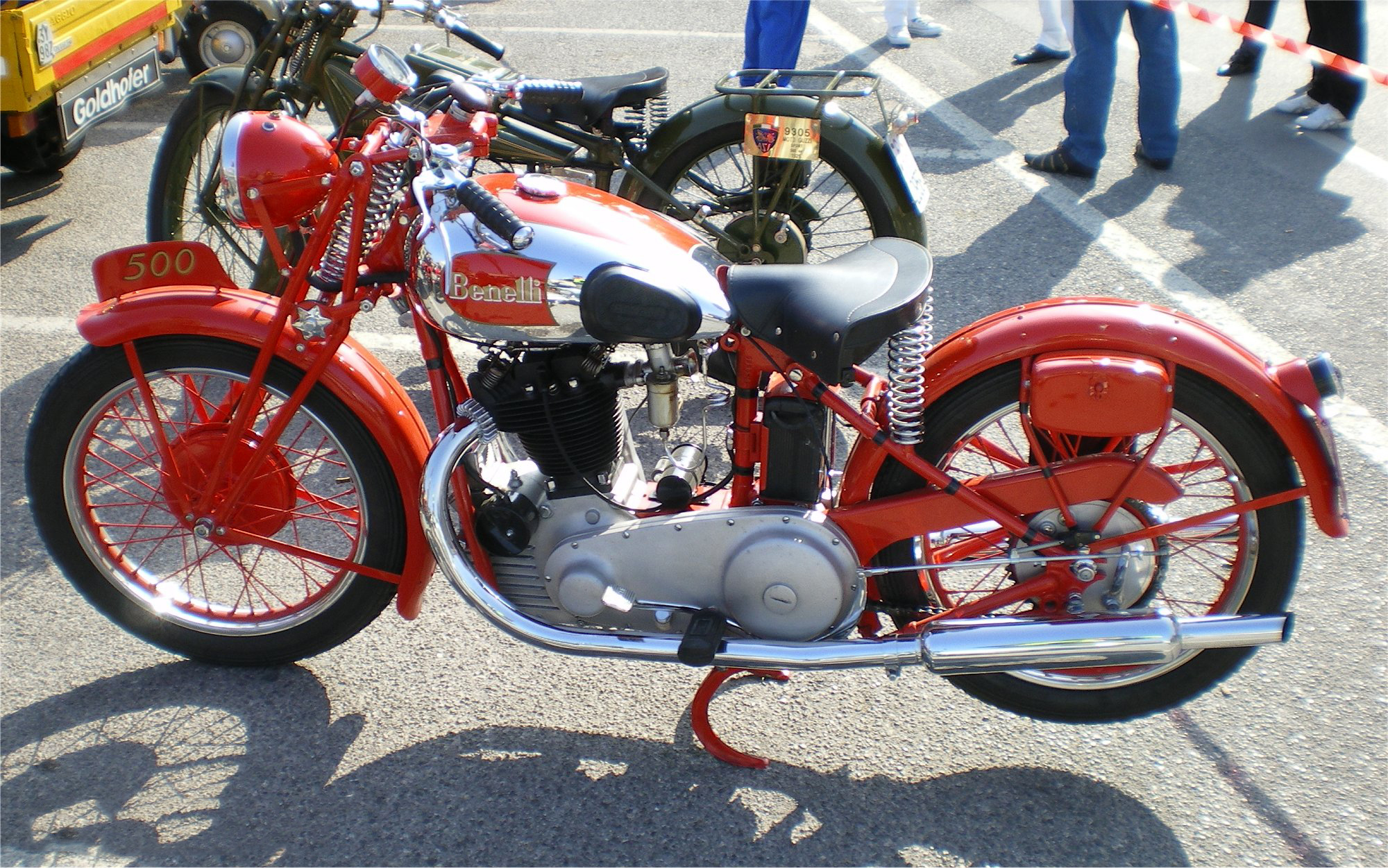
ベネリ500（1939年）

ベネリは1911年、イタリアのペーザロに設立された。
未亡人であるテレサ・ベネリは、6人の息子（ジュゼッペ、ジョバンニ、フランチェスコ、フィリッポ、ドメニコ、"トニーノ"ことアントニオ）の将来を考え、財産の全てを投資してベネリ社を設立した。最初は車とオートバイの修理専門の「ベネリ修理工場」といった程度の規模であったが、ほどなくして修理用のパーツを自社で製作するようになった。
1920年、最初の完全自社製エンジンを発売するが、これは自転車のフレームに搭載するための75ccの2サイクル単気筒エンジンだった。1921年の終わりにはこのエンジンは98ccまで拡大され、これを搭載したベネリ社最初のオートバイの製造を開始した。
2年後、トニーノ・ベネリが競技仕様の自社製オートバイを使ってレースを始める。トニーノはライダーとして並外れた才能を見せており、テストライダーとしてもオートバイの開発と生産に大いに貢献していた。
トニーノは1927年、1928年、1930年、1931年とベネリ175を駆ってイタリアチャンピオンとなった。ところが翌1932年、レース中の不運なクラッシュによってトニーノのレーサーとしてのキャリアは終わりを迎え、さらに5年後の1937年9月27日、つまらない交通事故によってトニーノは命を落としてしまった。
第二次世界大戦が迫りつつある中、ベネリ社はスーパーチャージャーを搭載した250cc4気筒のレース用マシンをデビューさせた。これは1939年のマン島TTレースのライトウェイトクラスでベネリの250ccマシンが優勝したのを受け、連覇を賭けて1940年のマン島に送り込むために開発したマシンだった。しかし、戦争が始まってしまったために、この4気筒マシンはイタリア国内のレースを戦うのみに終わった。

## 第二次世界大戦後

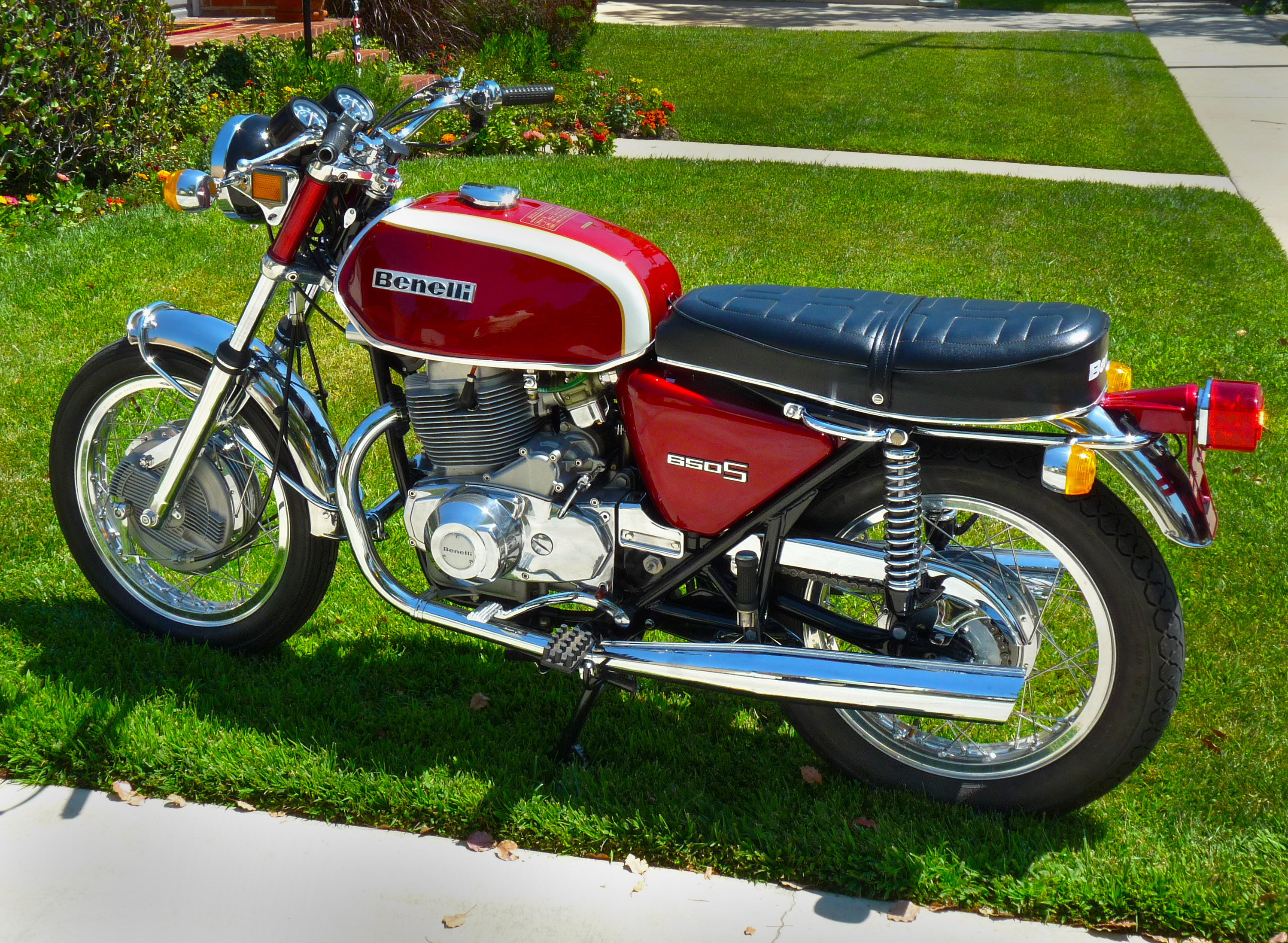
トルネード650S（1971年）

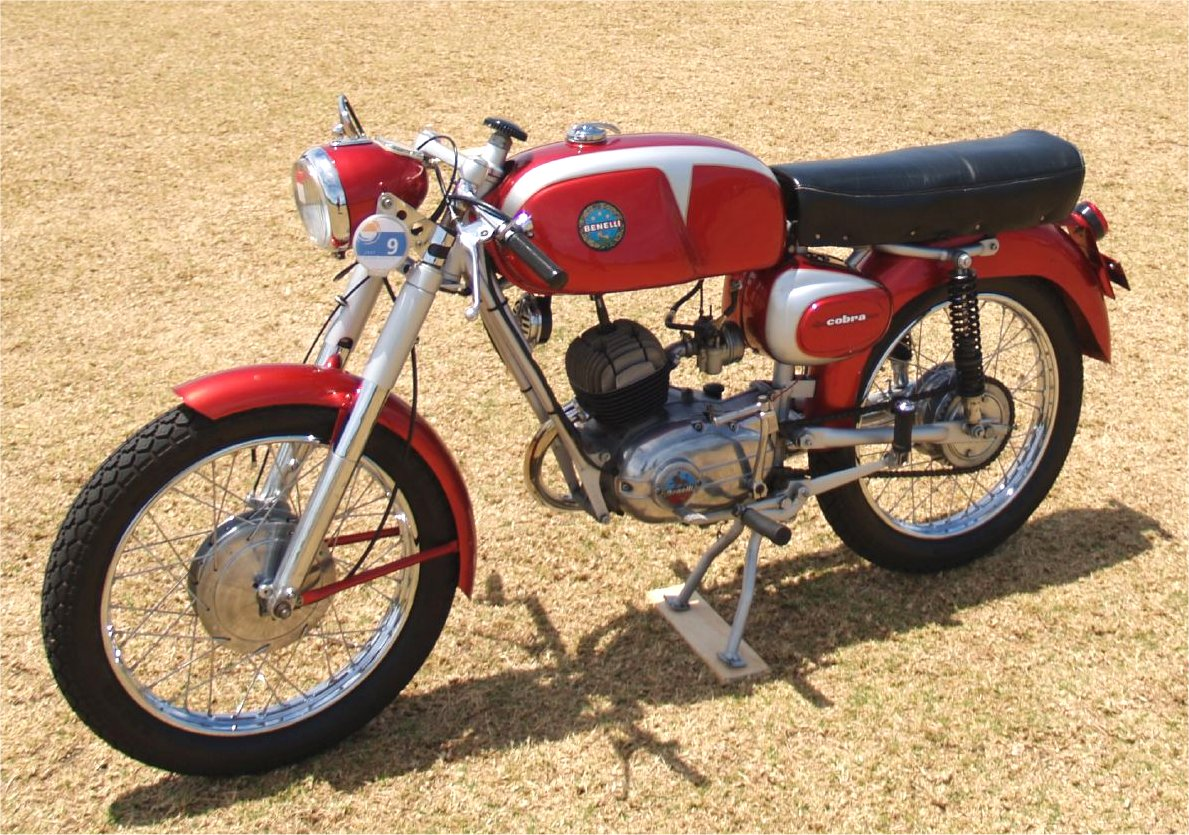
ベネリ125コブラ（1965年）

戦争によって工場が破壊されたため、ベネリ社は1949年まで生産を再開することができなかった。生産再開した時も、戦前の古いデザインのモデルを基にしたものだった。
1949年、ベネリ兄弟の長兄ジュゼッペ・ベネリが親族会社から独立してモトビ社を設立した。
1951年までにベネリは排気量98ccと125ccのラインナップを持つレオンチーノ（「小さなライオン」の意）と呼ばれる小型軽量モデルと、350ccと500ccの単気筒モデルを販売していた。レオンチーノは更に2サイクルエンジンと4サイクルエンジンの選択が可能なモデルで、手頃な輸送手段が求められていた戦後のイタリアにおいて大成功を収めた。当時はモト・グッツィやドゥカティ、ラヴェルダといった現在では大排気量オートバイで知られているメーカーも同じような小型軽量モデルを発売しており、同様の理由によってベスパやランブレッタのスクーターが普及し始めていた。
1962年、ジュゼッペ・ベネリが他界するとベネリはモトビ社を吸収合併した。この合併によってベネリは従業員数550人、日産約300台のオートバイメーカーとなった。モトビブランドのオートバイは、この後もベネリの下で生産され続けた。
1969年、ベネリはイギリスとアメリカを主なマーケットとする直列2気筒エンジンのモデル、トルネード650を発表した。トルネードは450ポンド（約220kg）という重量にもかかわらず、57馬力（7400rpm）、最高速度117mph（約190km/h）という高性能と高い信頼性で人気モデルとなった。
トルネードは1974年（この頃には後期モデルのトルネードSとなっていた）をもって生産中止となり、以後ベネリは3気筒や4気筒の日本製オートバイに対抗するために多気筒エンジンのモデルを投入していくことになる。

## レース活動
ベネリ兄弟の末弟であるトニーノ・ベネリは、戦前のモーターサイクル・レースにおいては主役の一人であった。トニーノは、そのライディングに関する並外れた才能を活かして会社に大きな名声をもたらし、同時にベネリ社のオートバイの技術的な革新に貢献した。
1927年、1928年、1930年とSOHCのベネリ175でイタリアチャンピオンとなったトニーノは、1931年にはDOHCに進化したマシンでタイトルを獲得した。
この時代、ヨーロッパでグランプリを戦う全てのオートバイメーカーにとって最も重要なレースはマン島TTレースであった。ベネリも例外ではなく、1939年、ベネリ250がテッド・メローのライディングによってマン島初優勝を飾った。第二次大戦を挟んだ1950年には、同年のイタリアチャンピオンと世界チャンピオンを獲得したダリオ・アンブロジーニがマン島でも勝利して、自身のタイトルに華を添えた。
1960年代には、二人の偉大なライダーがイタリア選手権でベネリのマシンを駆って活躍した。一人は1965年の250ccチャンピオンのタルクィニオ・プロヴィーニ、もう一人は1968年と1969年の2年連続で250ccと350ccのダブルタイトルを獲得したレンツォ・パゾリーニである。
そして1969年、ベネリがレース活動につぎ込んだ多大な努力はケル・キャラザースがロードレース世界選手権250ccクラスのタイトルを獲得することで報われた。キャラザースはこの年のマン島でも勝利している。また、世界選手権の250ccクラスで4ストロークエンジンのマシンが勝利するのは、この年のベネリが最後になった。
他にも多くの有名なライダーがベネリのマシンでレースをしており、その中にはマイク・ヘイルウッドやヤーノ・サーリネンも含まれる。

## デ・トマソ傘下

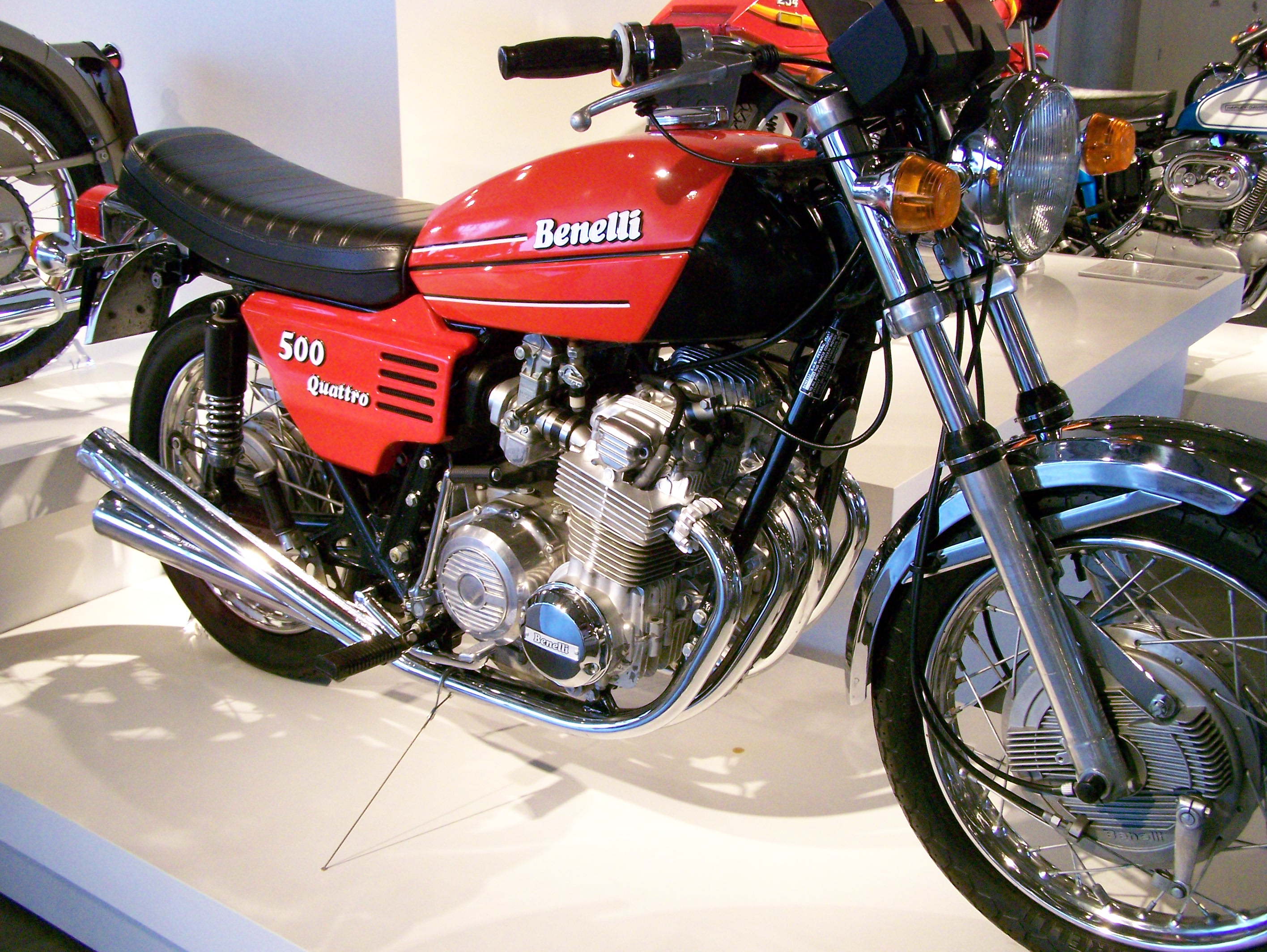
500クアトロ

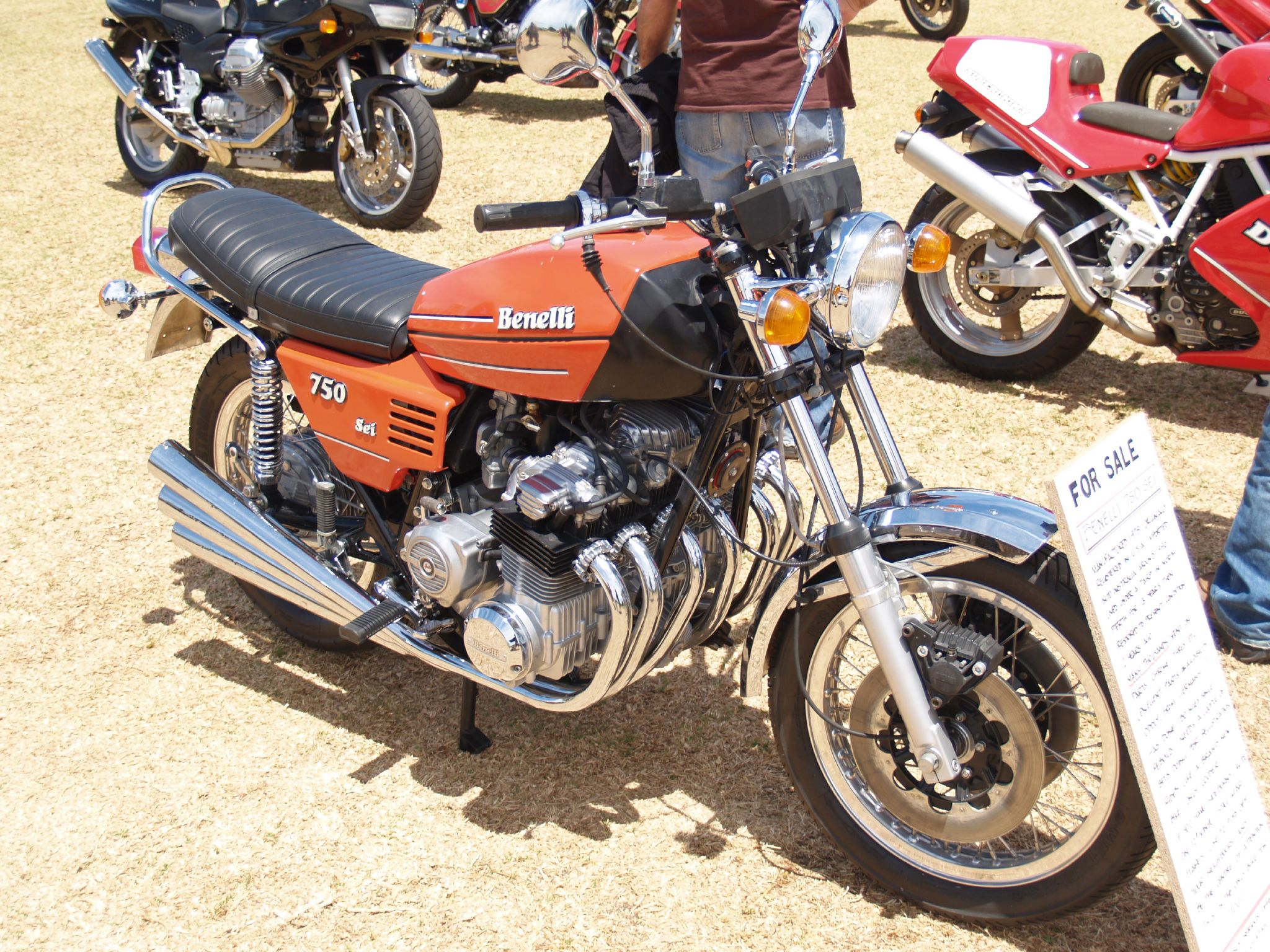
750セイ

1960年代の終わり、世界に進出した日本のオートバイメーカーの攻勢によってヨーロッパのオートバイ産業は深刻な危機を迎えていた。
その頃、ベネリはモンゴメリー・ウォード社の通信販売で350 cc以下の小排気量オートバイを販売するという方法でアメリカ市場に参入しようとして苦労していた。そんなところに日本から強力な競争相手がやってきたのである。
ホンダ製のセルフスターターを備えたOHC多気筒エンジンのオートバイに比べると、未だOHVの単気筒エンジンであるベネリの製品はいかにも時代遅れに見え、急速に人気を失っていった。これはベネリに限ったことではなく、大排気量クラスにおいてもノートン、BSA、トライアンフといったイギリスのオートバイメーカーが、同じように日本製オートバイの影響を受けていた。
こうして経営不振に陥りつつあったベネリは1973年、かつてのライバルであったモト・グッツィとともにアルゼンチン出身の実業家アレハンドロ・デ・トマソによって買収された。デ・トマソ傘下となったベネリは、4気筒の350クアトロや500クアトロ、そして日本製のマルチシリンダーエンジンに対抗するため直列6気筒の750セイを発売した。これらのマルチシリンダーエンジンはホンダ・CB500系のOHC2バルブのエンジンを範に設計されたものと云われている。
技術的な進歩はあったものの、1980年代のベネリのオートバイは様々な問題を抱えており、ついに1988年、会社はモト・グッツィとの合併によってグッツィ・ベネリ・モト S.p.A.となり、ペーザロの生産工場も売却されてベネリブランドのオートバイは消滅した。

## 復活

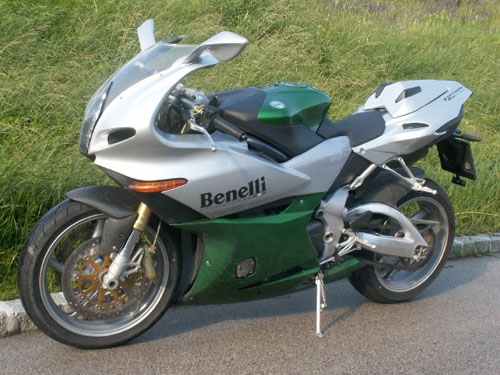
トルネード900Tre

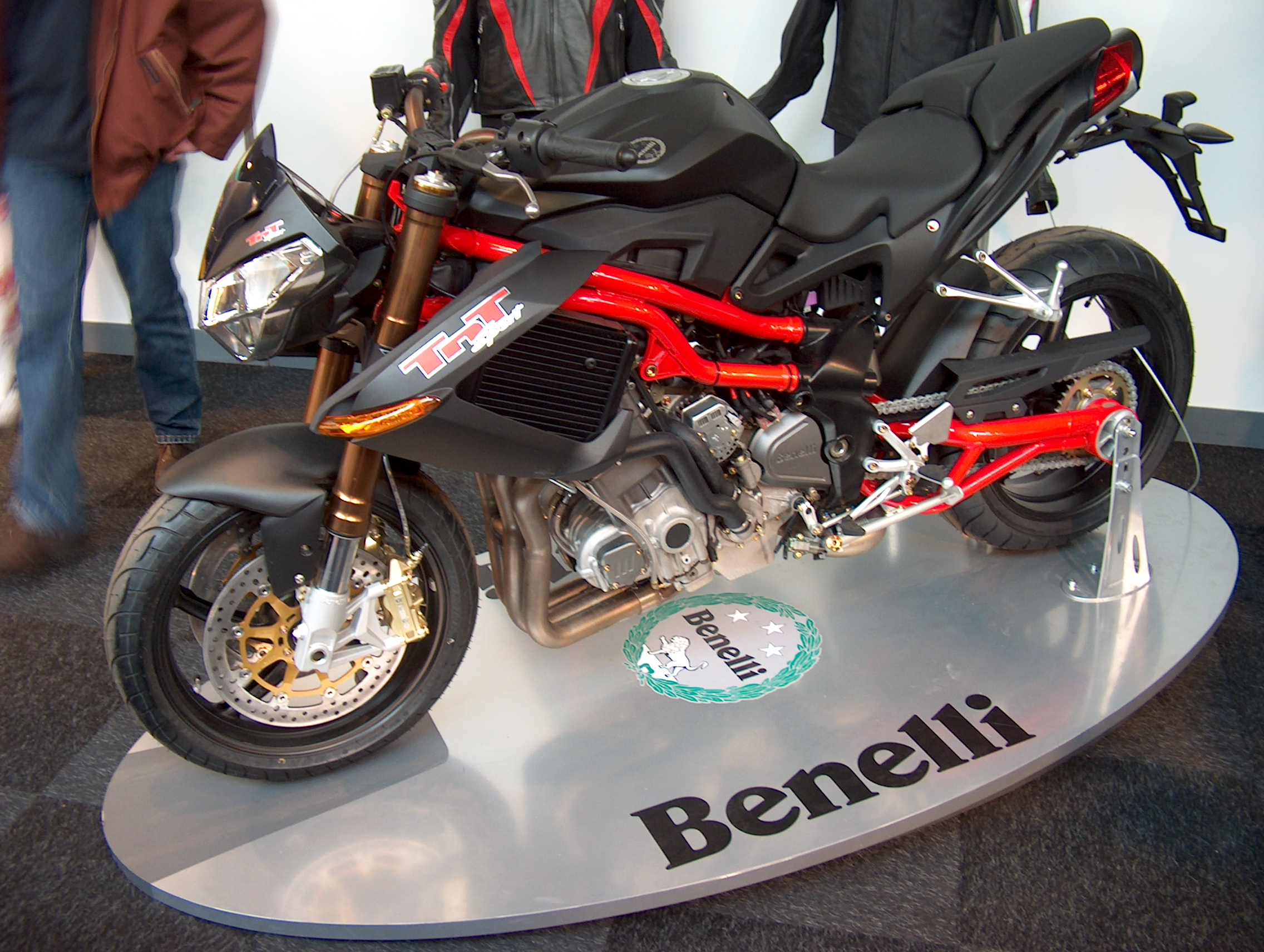
TNT 1300

1989年に、ペーザロのマニュファクチュア・オーナーであるジャンカルロ・セルチの支援によってベネリブランドが復活するという噂があった。しかしこの計画は実現せず、ベネリの本当の復活にはもうしばらく時間が必要だった。
ベネリブランドが本当に復活したのは1995年、新オーナーのアンドレア・メルローニの決断によるものだった。1996年には、スクーターブランド、アディバを立ち上げた。
2002年にはフラッグシップモデルとなるスポーツモデル・トルネード900Treと、同モデルのロードスタータイプ（ネイキッドモデル）TNTをリリースした。同年にルノー・スポールとのOEM提携によりルノー・キャンパス、ルノー・フルタイム、ルノー・スペシメン、ルノー・クラノスのブランド名でスクーターを製造していたが、2003年にルノー・スポールがスクーターからの撤退を発表と同時にOEMを解消し、製造中止となった。
モータースポーツの世界にも復活を遂げており、2001年にオーストラリア人のピーター・ゴダードのライディングによりトルネード900をスーパーバイク世界選手権に参戦させた。
2011年には電動アシスト自転車の製造販売も開始した。
2005年12月、ベネリは中国南東部にある温嶺市を拠点とする中国有数のオートバイメーカーである銭江グループ（浙江吉利控股集団傘下）に買収された。

## ベネリ・アルミ SpA
ベネリ・アルミ SpA（英: Benelli Armi SpA）は、1967年に設立された同じくイタリアのウルビーノに本社を置くベネリ社の銃器製造部門である。2000年以降はアメリカ法人のベネリ USAと共にベレッタ社グループの傘下にある。

### 銃器

#### オートマチックピストル
- B76

#### ショットガン
- M1
- M2
- M3
- M4
- ラファエロ
- ヴィンチ
- ノヴァ

#### ライフル
- アルゴ
- MR1

#### サブマシンガン
- CB-M2